# Casina (Italia)
Casina es un municipio situado en el territorio de la provincia de Reggio Emilia, en Emilia-Romaña (Italia). El municipio forma parte de la comunidad en las montañas de 'Appennino Reggiano.

## Demografía
| Gráfica de evolución demográfica de Casina entre 1861 y 2001 |
|                                                              |
| Fuente ISTAT - elaboración gráfica de Wikipedia              |